# Clarence S. Campbell Bowl

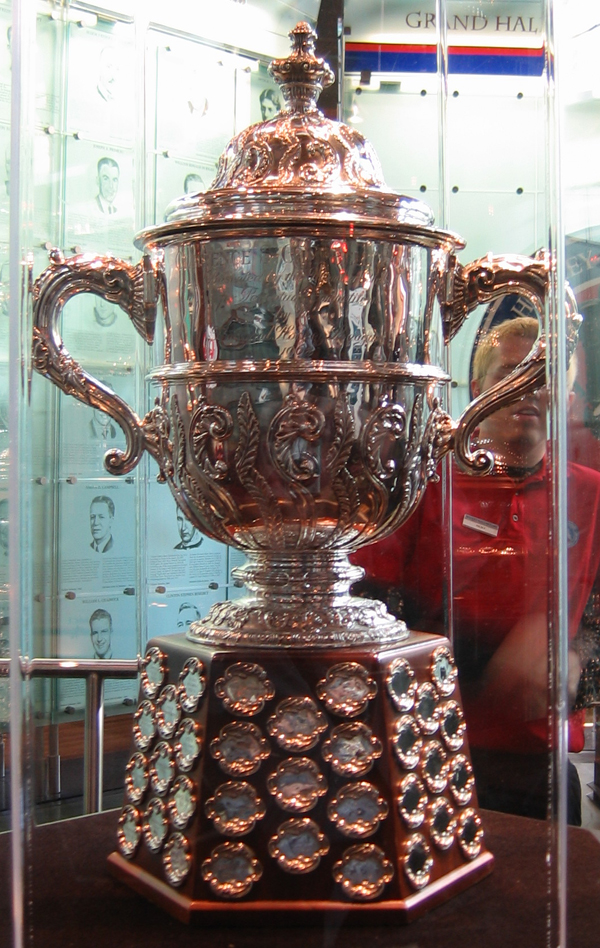
Die Clarence S. Campbell Bowl in der Hockey Hall of Fame in Toronto

Die Clarence S. Campbell Bowl ist eine Eishockey-Trophäe, die in der National Hockey League seit 1992 jährlich an das Team vergeben wird, welches das Conference-Finale der Western Conference gewinnt (und somit in das Stanley-Cup-Finale aufsteigt). Sie wurde von den Clubs der NHL gestiftet und nach Clarence S. Campbell, dem NHL-Präsidenten zwischen 1946 und 1977 benannt. Das Gegenstück dazu, das der Gewinner der Eastern Conference gewinnt, ist die Prince of Wales Trophy.
Bedingt durch verschiedene Strukturänderungen und Umbenennungen innerhalb der NHL-Divisionen bzw. Conferences änderte sich auch der Empfänger dieser Trophäe mehrmals:
- ab 1968: bestes Team des Grunddurchganges der neu geschaffenen West Division
- ab 1975: bestes Team des Grunddurchganges der Campbell Conference
- ab 1982: Playoff-Sieger der Campbell Conference
- ab 1992: Playoff-Sieger der Western Conference
- Saison 2020/21: Einmalig an den Sieger eines der beiden Halbfinals

Rekordhalter sind die Edmonton Oilers mit neun gewonnenen Trophäen. Darauf folgen die Chicago Blackhawks mit sieben sowie die Philadelphia Flyers und die Detroit Red Wings mit jeweils sechs Titeln.
Die Detroit Red Wings, Chicago Blackhawks, New York Islanders, Philadelphia Flyers und die Canadiens de Montréal gewannen sowohl die Clarence S. Campbell Bowl, als auch die Prince of Wales Trophy.

## Liste der Gewinner
| - 2025 Edmonton Oilers - 2024 Edmonton Oilers - 2023 Vegas Golden Knights - 2022 Colorado Avalanche - 2021 Canadiens de Montréal - 2020 Dallas Stars - 2019 St. Louis Blues - 2018 Vegas Golden Knights - 2017 Nashville Predators - 2016 San Jose Sharks - 2015 Chicago Blackhawks - 2014 Los Angeles Kings - 2013 Chicago Blackhawks - 2012 Los Angeles Kings - 2011 Vancouver Canucks - 2010 Chicago Blackhawks - 2009 Detroit Red Wings - 2008 Detroit Red Wings - 2007 Anaheim Ducks - 2006 Edmonton Oilers | - 2005 Saison wurde abgesagt - 2004 Calgary Flames - 2003 Mighty Ducks of Anaheim - 2002 Detroit Red Wings - 2001 Colorado Avalanche - 2000 Dallas Stars - 1999 Dallas Stars - 1998 Detroit Red Wings - 1997 Detroit Red Wings - 1996 Colorado Avalanche - 1995 Detroit Red Wings - 1994 Vancouver Canucks - 1993 Los Angeles Kings - 1992 Chicago Blackhawks - 1991 Minnesota North Stars - 1990 Edmonton Oilers - 1989 Calgary Flames - 1988 Edmonton Oilers - 1987 Edmonton Oilers | - 1986 Calgary Flames - 1985 Edmonton Oilers - 1984 Edmonton Oilers - 1983 Edmonton Oilers - 1982 Vancouver Canucks - 1981 New York Islanders - 1980 Philadelphia Flyers - 1979 New York Islanders - 1978 New York Islanders - 1977 Philadelphia Flyers - 1976 Philadelphia Flyers - 1975 Philadelphia Flyers - 1974 Philadelphia Flyers - 1973 Chicago Black Hawks - 1972 Chicago Black Hawks - 1971 Chicago Black Hawks - 1970 St. Louis Blues - 1969 St. Louis Blues - 1968 Philadelphia Flyers |

## Medaillenspiegel
| Platz | Verein                                | Anzahl |
| ----- | ------------------------------------- | ------ |
| 1     | Edmonton Oilers                       | 9      |
| 2     | Chicago Blackhawks                    | 7      |
| 3     | Philadelphia Flyers                   | 6      |
| 3     | Detroit Red Wings                     | 6      |
| 5     | Calgary Flames                        | 3      |
| 5     | Colorado Avalanche                    | 3      |
| 5     | Dallas Stars                          | 3      |
| 5     | Los Angeles Kings                     | 3      |
| 5     | New York Islanders                    | 3      |
| 5     | St. Louis Blues                       | 3      |
| 5     | Vancouver Canucks                     | 3      |
| 12    | Mighty Ducks of Anaheim/Anaheim Ducks | 2      |
| 12    | Vegas Golden Knights                  | 2      |
| 14    | Minnesota North Stars                 | 1      |
| 14    | Nashville Predators                   | 1      |
| 14    | San Jose Sharks                       | 1      |
| 14    | Canadiens de Montréal                 | 1      |